# Municipio de Erie (Ohio)
El municipio de Erie (en inglés: Erie Township) es un municipio ubicado en el condado de Ottawa en el estado estadounidense de Ohio. En el año 2010 tenía una población de 1221 habitantes y una densidad poblacional de 10,16 personas por km².

## Geografía
El municipio de Erie se encuentra ubicado en las coordenadas 41°32′40″N 83°0′33″O / 41.54444, -83.00917. Según la Oficina del Censo de los Estados Unidos, el municipio tiene una superficie total de 120.22 km², de la cual 31,71 km² corresponden a tierra firme y (73,62 %) 88,51 km² es agua.

## Demografía
Según el censo de 2010, había 1221 personas residiendo en el municipio de Erie. La densidad de población era de 10,16 hab./km². De los 1221 habitantes, el municipio de Erie estaba compuesto por el 95,41 % blancos, el 0,49 % eran afroamericanos, el 0,25 % eran amerindios, el 0,16 % eran asiáticos, el 1,39 % eran de otras razas y el 2,29 % eran de una mezcla de razas. Del total de la población el 5,49 % eran hispanos o latinos de cualquier raza.